# Sex symbol

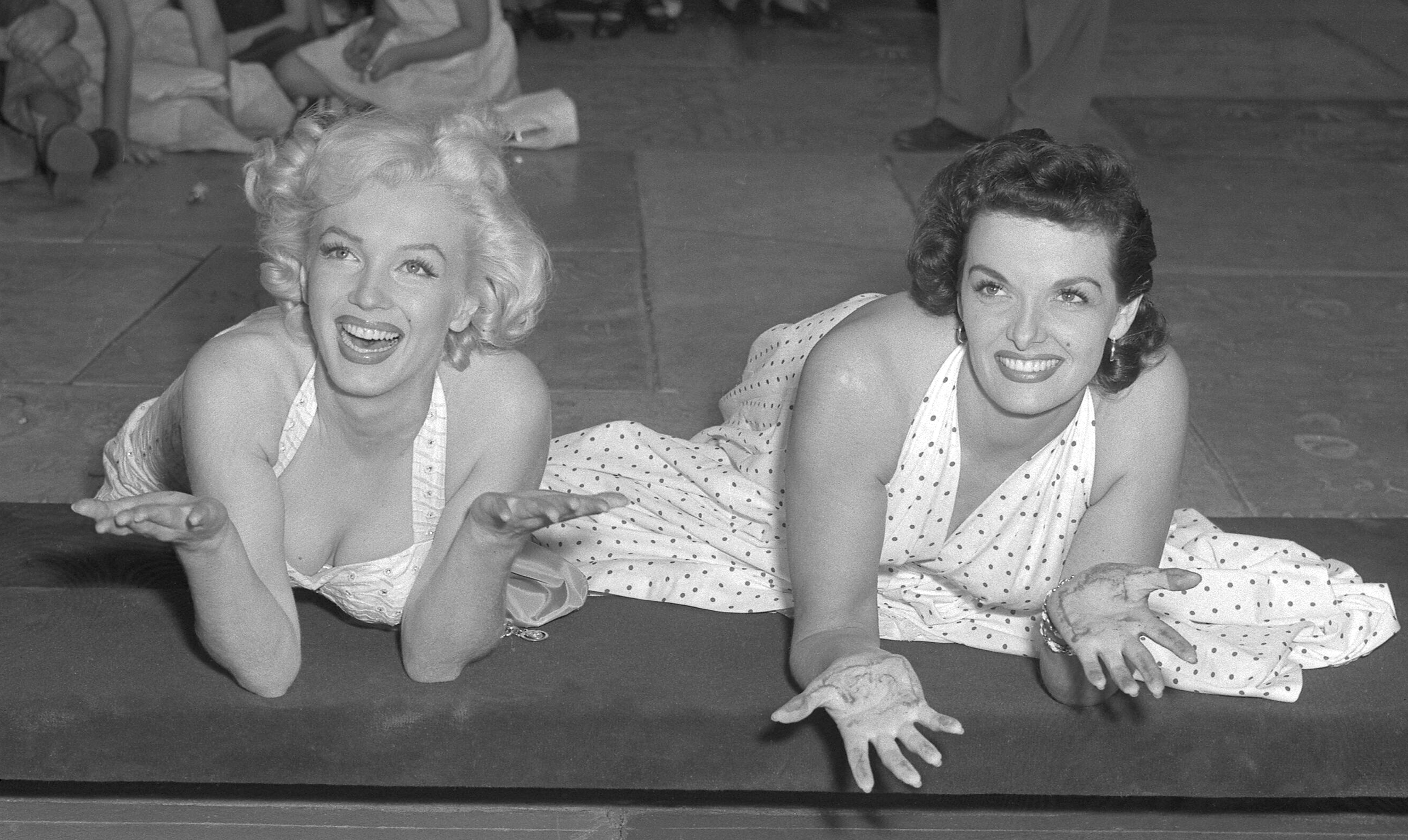
Marilyn Monroe e Jane Russell, due celebri sex symbol

Viene definito sex symbol un personaggio famoso, maschile o femminile, che per le sue virtù fisiche sia in grado di suscitare l'attrazione sessuale in individui terzi. Il termine entrò in uso nel 1911, con l'affermarsi del cosiddetto star system e, specialmente in quell'epoca, dell'industria cinematografica. 

## Origini
Il modello del sex symbol sorse nel primo Novecento assieme alla proliferazione del cinema muto che, non avendo barriere linguistiche, rappresentò un formidabile veicolo per la trasmissione dei modelli sessuali universali, tra cui la prima fu senza dubbio l'attrice danese Asta Nielsen, che spopolò negli anni dieci e venti. Famosa vamp fu Pola Negri, mentre primo sex symbol maschile fu l'italiano Rodolfo Valentino, anch'egli protagonista del cinema muto.

## Sex symbol oggi
Tra le più celebri sex symbol di oggi, figura Marilyn Monroe, famosissima icona del cinema degli anni cinquanta, che impose il modello di bellezza ancora oggi valido: capelli folti, lisci e biondi, corpo snello e prosperosità. In quell'epoca di sex symbol fanno anche parte star come Mae West, Clark Gable, Audrey Hepburn, James Dean, Elvis Presley, Marlon Brando, Jean Harlow, Rita Hayworth, Lana Turner, Ava Gardner, Sean Connery, Paul Newman, Brigitte Bardot, Raquel Welch e Grace Kelly.

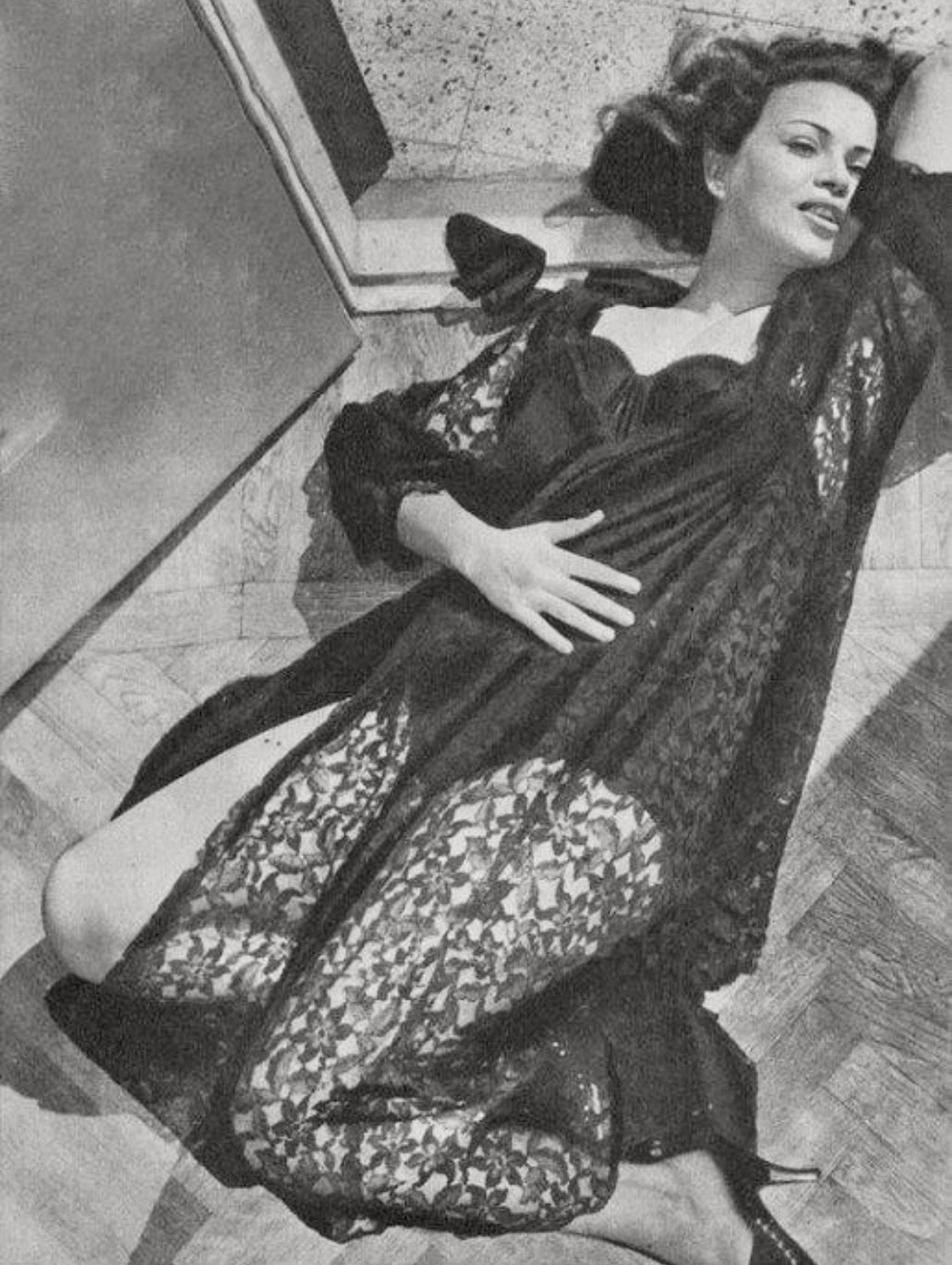
Hind Rostom, sex symbol

Canoni ancora non tramontati, cui va però affiancata la mediterraneità di simboli sessuali nostrani, tra cui si distinguono, per la fama mondiale: Sophia Loren, Gina Lollobrigida, Silvana Mangano, Claudia Cardinale, Virna Lisi, Elsa Martinelli, Raffaella Carrà e Monica Bellucci. Il grande schermo ha comunque creato una moltitudine di sex symbol: alcuni dei più famosi dei nostri tempi sono senza dubbio Richard Gere, Kevin Costner, George Clooney, Kate Winslet, Angelina Jolie, Tom Cruise, Johnny Depp, Brad Pitt, Leonardo DiCaprio, Kim Basinger, Sharon Stone, Demi Moore e Scarlett Johansson. Oltre a quello del cinema, anche il mondo della moda ha creato sex symbol: basti pensare a celebri top model come Claudia Schiffer, Christy Turlington, Linda Evangelista, Stephanie Seymour, Naomi Campbell o Cindy Crawford.
Celebre nel mondo delle pin-up e grande icona femminile sexy del XX secolo è stata Bettie Page.

## Esempi

### Anni 1920
- Clara Bow[1]
- Greta Garbo[2]
- Joséphine Baker[3]
- Lillian Russell[4]
- Louise Brooks[5]
- Norma Talmadge[6]
- Ramón Novarro[7]
- Rodolfo Valentino[8]
- Theda Bara[9]

### Anni 1930
- Anna May Wong[10]
- Bette Davis[11]
- Clark Gable[11]
- Errol Flynn[12]
- Gary Cooper[11]
- Jean Harlow[13]
- Laurence Olivier[14]
- Mae West[11]
- Vivien Leigh[11]
- Marlene Dietrich[11]

### Anni 1940
- Carmen Miranda[15]
- Cary Grant[11]
- Betty Grable
- Ava Gardner
- Gene Tierney[16]
- Jane Russell[17]
- Judy Garland[18]
- Lena Horne[19]
- Rita Hayworth[20]
- Veronica Lake[21]

### Anni 1950
- Burt Lancaster[22]
- Elizabeth Taylor[23]
- Elvis Presley
- Gina Lollobrigida[24]
- Grace Kelly[25]
- Gregory Peck[26]
- Humphrey Bogart[11]
- James Dean[27]
- Jane Russell
- Jayne Mansfield[27]
- Lana Turner[13]
- Mamie Van Doren[28]
- Marilyn Monroe[29]
- Marisa Allasio
- Marlon Brando[30]
- Montgomery Clift[31]
- Sophia Loren[32]

### Anni 1960
- Marcello Mastroianni
- Alain Delon[11]
- Ann-Margret[33]
- Barbara Windsor[34]
- Brigitte Bardot[35]
- Catherine Deneuve[36]
- Claudia Cardinale[37]
- Clint Eastwood
- Eartha Kitt[38]
- Ingrid Pitt[39]
- Jane Fonda[40]
- Jessica Lange[11][41]
- Julie Christie
- Omar Sharif[42]
- Paul Newman[43]
- Raquel Welch[44]
- Robert Goulet[45]
- Robert Redford[11]
- Roger Moore[46]
- Romy Schneider
- Sean Connery[43]
- Virna Lisi
- Tom Jones[47]
- Ursula Andress[48]

### Anni 1970
- Amanda Lear
- Burt Reynolds[11]
- Cher[49]
- Farrah Fawcett[50]
- Grace Jones[51]
- Linda Ronstadt[52]
- Jacqueline Bisset[53]
- Jack Nicholson[54]
- Julio Iglesias[55]
- Maria Schneider[56]
- Pam Grier[57][58]
- Richard Roundtree[59]
- Robert Plant
- Terence Hill
- Vera Fischer[60]

### Anni 1980
- Alan Rickman[61]
- John Forsythe
- Bo Derek[62]
- Calista Flockhart[63]
- Christopher Reeve[11]
- Heather Thomas[64]
- Jon Bon Jovi[43]
- John Travolta
- Kelly LeBrock[65]
- Kim Basinger[66]
- Kevin Costner
- Kevin Bacon
- Jennifer Beals[6]
- Johnny Depp
- Morrissey[67]
- Madonna[68]
- Mel Gibson[69]
- Melanie Griffith[70]
- Michael Jackson[71]
- Michelle Pfeiffer[72]
- Mickey Rourke[73]
- Patrick Swayze[74]
- Prince
- Richard Gere[75]
- Tom Cruise[76]

### Anni 1990
- Antonio Banderas
- Antonio Sabàto Jr.[77]
- Axl Rose[78]
- Ben Affleck
- Brad Pitt[79]
- Brooke Burke[80]
- Cameron Diaz[81][82][83][84]
- Cindy Crawford[85]
- Charlize Theron[86]
- Colin Firth[87]
- Connie Britton[88]
- Connie Nielsen[89]
- Demi Moore[90]
- Elizabeth Hurley[91]
- George Clooney[92]
- Gillian Anderson[93]
- Janet Jackson[94]
- Jeri Ryan
- Heidi Klum
- Jennifer Lopez[95]
- Helena Christensen[96][97]
- Hugh Grant
- Jennifer Aniston[98]
- Jennifer Love Hewitt[99][100]
- Johnny Depp[101]
- Jeremy Irons
- Julia Roberts[102]
- Julianne Moore[103]
- Kate Winslet
- Kurt Cobain[43]
- Leonardo DiCaprio[104]
- Laetitia Casta
- Luke Perry
- Mariah Carey[105]
- Mark Wahlberg[106][107]
- Milla Jovovich[108][109]
- Natalie Portman[110]
- Nicole Kidman[111]
- Pamela Anderson[112]
- Rachel Weisz
- Reese Witherspoon
- Ricky Martin[113]
- Russell Crowe[114]
- Salma Hayek[115]
- Shannen Doherty[116]
- Sharon Stone[117]
- Sarah Michelle Gellar[118]
- Teri Hatcher[119][120]

### Anni 2000
- Alessandra Ambrosio[121]
- Angelina Jolie[122]
- Shakira[43]
- Britney Spears[123]
- Beyoncé[124]
- Cate Blanchett[125]
- Carmen Electra[126][127]
- Cheryl Cole[128]
- Christian Bale[129]
- Christina Aguilera[130][131][132]
- Colin Farrell
- Cristiano Ronaldo[133]
- David Beckham[134]
- Pink[131]
- Dita von Teese[135][136]
- Ciara
- Rihanna[137]
- Elisha Cuthbert[138]
- Elizabeth Banks[139]
- Eva Green
- Eva Longoria[140]
- Eva Mendes[141][142]
- Halle Berry[143]
- Heath Ledger[43]
- Hugh Laurie[144]
- Hugh Jackman[145]
- James Franco
- Jennifer Connelly[146][147]
- Jennifer Garner
- Jensen Ackles[148]
- Jessica Alba[149]
- Jessica Biel[150]
- Jon Hamm
- Katy Perry[151]
- Juliana Paes[152]
- Justin Timberlake[43]
- Johnny Depp
- Keira Knightley[153]
- Kylie Minogue[154]
- Lady Gaga[155]
- Matthew McConaughey
- Matthew Morrison[156]
- Marisa Tomei[157]
- Monica Bellucci[158]
- Naomi Campbell[159]
- Kesha
- Robert Pattinson[160]
- Rodrigo Santoro[161]
- Simon Baker
- Travis Fimmel

### Anni 2010
- Aaron Taylor-Johnson
- Alexander Skarsgård[162]
- Alexandra Daddario[163][164]
- Amanda Seyfried
- ASAP Rocky
- Bella Hadid
- Benedict Cumberbatch[165]
- Blake Lively[166][167]
- Bradley Cooper
- Calvin Harris
- Charlie Hunnam[168]
- Channing Tatum[169]
- Chris Evans
- Chris Hemsworth[170]
- Chris Pine
- Chris Pratt
- Christina Hendricks[171]
- Dakota Johnson[172]
- Dave Franco[173][174]
- Demi Lovato
- Emily Ratajkowski
- Emma Stone
- Gerard Piqué[175]
- Gigi Hadid[176]
- Grigor Dimitrov[177]
- Henry Cavill[178][179]
- Taye Diggs[43]
- Jack O'Connell
- Nicki Minaj
- Jamie Dornan[180][181]
- Jennifer Lawrence[182]
- Joe Manganiello[183]
- Justin Bieber
- Kate Upton[184]
- Kendall Jenner[185][186]
- Kim Kardashian[187]
- Miley Cyrus[188]
- Lana Del Rey[189][190]
- Lauren Cohan[191]
- Liam Hemsworth
- Lily James[192]
- Luke Evans[193]
- Lena Headey
- Margot Robbie
- Matt Bomer[194][195]
- Megan Fox[196]
- Michael Fassbender[197]
- Mila Kunis[198]
- Natalie Dormer[199]
- Nick Jonas[200]
- Nina Dobrev[201]
- Ryan Gosling[202]
- Ryan Kwanten[203]
- Ryan Reynolds[204]
- Rosamund Pike[205][206][207]
- Rosario Dawson
- Scarlett Johansson[208]
- Scott Eastwood[209]
- Selena Gomez
- Shawn Mendes[210]
- Sofía Vergara[211]
- Stephen Amell[212]
- Tom Daley[213]
- Tom Hardy[214]
- Taylor Lautner[43]
- Theo James[215][216]
- Tom Hiddleston
- Zayn[217]
- Zooey Deschanel[218]
- Idris Elba
- Michael B. Jordan